# 社后機廠
社后機廠是一座位於新北市汐止區的捷運機廠，在興建中的SB11站（站名待定）南側，服務規劃中的新北捷運民生汐止線。

## 機廠概要
社后機廠被規劃為民生汐止線唯一的機廠。於汐東線通車後將成為汐東線的機廠，並保留將來延伸民生線及基隆捷運的車輛容量。

## 歷史
- 2023年1月13日，隨著汐東線綜合規劃一同通過行政院核定。[1]